# Аксёнов, Всеволод Николаевич
Всеволод Николаевич Аксёнов (1902 — 1960) — советский театральный актёр, мастер художественного слова. Заслуженный артист РСФСР (1947). Лауреат Сталинской премии первой степени (1948).

## Биография
В. Н. Аксёнов родился 6 (19 апреля) 1902 года в Москве. После окончания гимназии Всеволод Аксёнов год служил в Морском ведомстве и Комиссариате внутренних дел. В 1919 году поступил на драматические курсы при Малом театре. Будучи учеником второго курса, познакомился с Е. Б. Вахтанговым и поступил в Первую студию Художественного театра. Вахтангов собирался ставить «Ромео и Джульетту» Шекспира с Аксёновым в главной роли, но замысел не был осуществлён. Работал в Малом театре с 1920 по 1946 (с перерывами). В 1921 исполнил роль Дориана в спектакле «Портрет Дориана Грея» (по О. Уайльду) в Театре комедии и мелодрамы. Принимал активное участие в организации Студии Малого театра, но вскоре покинул студию.
С 1935 года Аксёнов выступал на эстраде как профессиональный чтец. В его репертуаре произведения мировой и русской классики: Данте, Гейне, Готье, А. С. Пушкина, А. А. Блока, Есенина, современных поэтов А. Т. Твардовского, М. А. Светлова, К. М. Симонова, стихи поэтов Франции, Англии, Италии. Ему принадлежит инициатива создания музыкально-драматических композиций по произведениям западноевропейской классики.
В 1954 году Аксёнов стал постановщиком и главным исполнителем композиции созданной на основе драмы Ибсена «Пер Гюнт» в сопровождении музыки Э. Грига. Концерты проходили в Большом зале МГК имени П. И. Чайковского и в Концертном зале имени П. И. Чайковского с огромным успехом. Образовался небольшой, но стабильный коллектив актёров и музыкантов, который гастролировал по многим городам Советского Союза. В роли Озе выступала А. Коонен, обладавшая звучным низким голосом и своеобразной манерой речи. Аксёнов исполнял роль Пер Гюнта, ощущая музыку Грига как родную стихию, как бы становясь её органической частью. Аксёнов был постановщиком и основным исполнителем композиций: Арлезианка А. Доде и Ж. Бизе (1955), Эгмонт И. В. фон Гёте и Л. ван Бетховена (1957) и др.
Аксёнов преподавал, вёл курс мастерства художественного слова в Театральном училище имени М. С. Щепкина.
Вместе с другими выдающимися мастерами художественного слова середины XX века, такими, как С. А. Кочарян, В. В. Сомов, Д. Н. Журавлёв, Я. М. Смоленский, неустанно приобщал массового советского зрителя и слушателя к сокровищам мировой литературы.
В. Н. Аксёнов умер 29 марта 1960 года. Похоронен в Москве на Новодевичьем кладбище (участок № 5).

## Семья
- первая жена — Елена Гоголева, актриса Малого театра, народная артистка СССР.
- вторая жена — Марина Семёнова, балерина, солистка Большого театра, народная артистка СССР.
  - дочь — Екатерина Аксёнова, в прошлом артистка балета ГАБТ.
- третья жена — Надежда Арди, актриса театра и кино, режиссёр.

## Фильмография

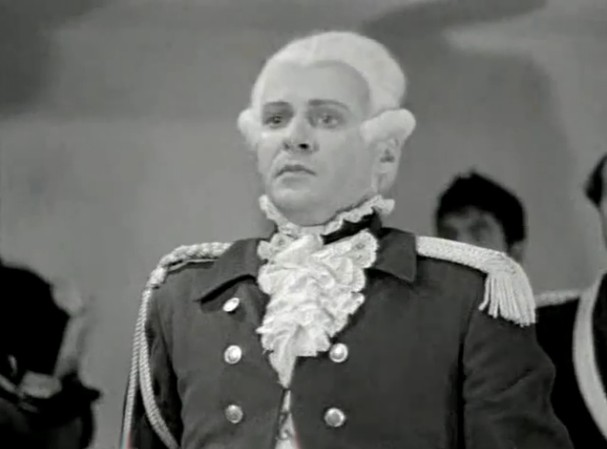
Всеволод Аксёнов в роли Мещерского в фильме «Суворов»

- 1929 — Торговцы славой — сержант Анри
- 1930 — Завтра ночью — Александр Левицкий
- 1932 — Блестящая карьера — Ведингер
- 1940 — Суворов — Мещерский
- 1947 — Русский вопрос — Гарри Смит
- 1950 — Заговор обречённых — Гловенос
- 1950 — Жуковский — великий князь
- 1956 — Моя дочь — Мирский
- 1958 — Наш корреспондент
- 1960 — Повесть об одной девушке — Кравцов
- 1960 — Вдали от Родины — Вилли Бертгольд

## Награды и премии
- заслуженный артист РСФСР (1947)

Могила В.Н. Аксёнова на Новодевичьем кладбище в Москве

- Сталинская премия первой степени (1948) — за исполнение роли Гарри Смита в фильме «Русский вопрос»[2]